# Prim-ministrul Rusiei
Prim-ministrul Rusiei este șeful guvernului Federației Ruse.
Pe timpul Imperiului rus, prim-ministrul era numit de țar.
În epoca sovietică, șeful guvernului era președintele Sovietului Comisarilor Poporului (până în 1946) și președintele Consiliului de Miniștri (după 1946).
În zilele noastre, prim-ministrul este numit de președintele Rusiei și este al doilea om în stat, fiind cel care exercită funcția de șef al statului în cazul decesului sau demisiei președintelui.

## Prim miniștri ai Rusiei, 1905-1917
| Nume                    | Început mandat     | Sfârșit mandat     |
| Contele Serghei Witte   | 6 noiembrie 1905   | 5 mai 1906         |
| Ivan Goremâkin          | 5 mai 1906         | 21 iulie 1906      |
| Piotr Stolâpin          | 21 iulie 1906      | 18 septembrie 1911 |
| Vladimir Kokovtsov      | 18 septembrie 1911 | 12 februarie 1914  |
| Ivan Goremâkin          | 12 februarie 1914  | 2 februarie 1916   |
| Boris Stürmer           | 2 februarie 1916   | 23 noiembrie 1916  |
| Alexandr Trepov         | 23 noiembrie 1916  | 9 ianuarie 1917    |
| Cneazul Nicolai Golițîn | 9 ianuarie 1917    | 12 martie 1917     |

## Președinți ai Guvernului Provizoriu, 1917
| Nume                               | Început mandat | Sfârșit mandat   | Partid                             |
| Cneazul Gheorghi Evghenievici Lvov | 23 martie 1917 | 21 iulie 1917    | Partidul Constituțional Democratic |
| Alexandr Kerenski                  | 21 iulie 1917  | 8 noiembrie 1917 | Partidul Socialist Revoluționar    |

## Președinții Sovietului Comisarilor Poporului, 1917-1946
Vezi: Premier al Uniunii Sovietice

## Președinții al Consiliului de miniștri al URSS, 1946-1991
Vezi: Premier al Uniunii Sovietice

## Prim miniștri ai URSS, 1991
Vezi: Premier al Uniunii Sovietice

## Prim miniștri aiRSFSR, 1990 – 1991
|   | Nume                   | Început mandat     | Sfârșit mandat     | Partid        |
| 1 | Ivan Silaev            | 15 iunie 1990      | 26 septembrie 1991 | (fără partid) |
|   | Oleg Lobov (interimar) | 26 septembrie 1991 | 6 noiembrie 1991   | (fără partid) |

## Prim miniștri aiFederației Ruse, 1991 – prezent
|    | Nume                           | Început mandat     | Sfârșit mandat     | Partid             |
|    | Boris Elțîn                    | 6 noiembrie 1991   | 15 iunie 1992      | (fără partid)      |
|    | Egor Gaidar (interimar)        | 15 iunie 1992      | 14 decembrie 1992  | (fără partid)      |
| 1  | Victor Cernomîrdin             | 14 decembrie 1992  | 23 martie 1998     | Casa Noastră Rusia |
|    | Boris Elțîn (interimar)        | 23 martie 1998     | 23 martie 1998     | (fără partid)      |
| 2  | Serghei Kirienko               | 23 martie 1998     | 23 august 1998     | (fără partid)      |
|    | Victor Cernomîrdin (interimar) | 23 august 1998     | 11 septembrie 1998 | Casa Noastră Rusia |
| 3  | Evgheni Primakov               | 11 septembrie 1998 | 12 mai 1999        | (fără partid)      |
| 4  | Serghei Stepașin               | 12 mai 1999        | 9 august 1999      | (fără partid)      |
| 5  | Vladimir Putin                 | 8 august 1999      | 7 mai 2000         | (fără partid)      |
| 6  | Mihail Kasianov                | 7 mai 2000         | 24 februarie 2004  | (fără partid)      |
|    | Victor Hristenko (interimar)   | 24 februarie 2004  | 5 martie 2004      | (fără partid)      |
| 7  | Mihail Fradkov                 | 5 martie 2004      | 14 septembrie 2007 | (fără partid)      |
| 8  | Viktor Zubkov                  | 14 septembrie 2007 | 7 mai 2008         | (fără partid)      |
| 9  | Vladimir Putin                 | 8 mai 2008         | 7 mai 2012         | Rusia Unită        |
| 10 | Dmitri Medvedev                | 8 mai 2012         | 16 ianuarie 2020   | Rusia Unită        |
| 11 | Mihail Mișustin                | 16 ianuarie 2020   | în funcție         | (fără partid)      |